# Leopoldina (Minas Gerais)
Leopoldina é um município brasileiro do estado de Minas Gerais. Pertence à Zona da Mata Mineira, localizando-se a sudeste da capital do estado, distante desta por 322 quilômetros. Sua população recenseada em 2022 era de 51 145 habitantes, segundo o IBGE. Ocupa uma área de 943,077 km².
A sede tem uma temperatura média anual de 21 °C e, na vegetação do município, predomina a mata atlântica. O Índice de Desenvolvimento Humano (IDH) do município é de 0,726, classificado como alto.
O município teve sua emancipação política em 1854. Seu nome é uma homenagem à princesa Leopoldina de Bragança e Bourbon, filha do Imperador D. Pedro II. Hoje é formado pelo distrito-sede e pelos distritos de Abaíba, Piacatuba, Providência, Ribeiro Junqueira e Tebas. A cidade, à época do ciclo do café, foi uma das mais importantes da antiga província de Minas Gerais. Com a grande crise econômica de 1929, a economia dos municípios mineiros ligados à cafeicultura sofreu grande abalo. Atualmente sua economia se apoia na pecuária leiteira, no cultivo de arroz e no setor de serviços.
Leopoldina conta com atrativos culturais, naturais e arquitetônicos, como a Catedral de São Sebastião, o Museu Espaço dos Anjos, o Museu da Eletricidade, o reservatório da Usina Maurício, o Morro do Cruzeiro, etc. Um dos principais eventos que acontecem no município são a Exposição Agropecuária e Industrial, a Feira da Paz e o tradicional Festival de Viola e Gastronomia de Piacatuba.

## Etimologia

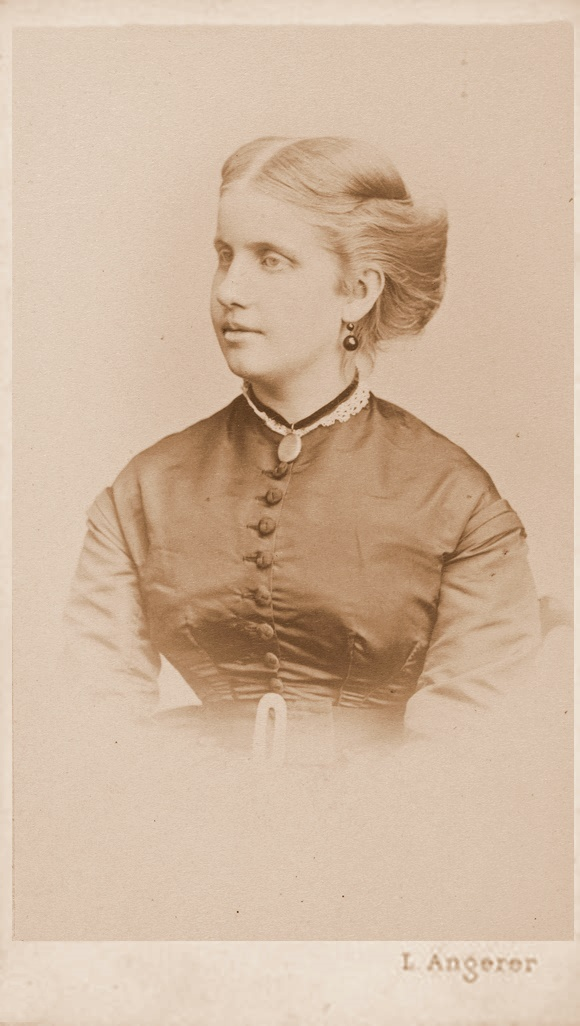
Princesa Leopoldina.

O topônimo é uma homenagem à segunda filha do Imperador D. Pedro II, a princesa Leopoldina de Bragança e Bourbon. A adoção do nome ocorreu a partir de sua emancipação política do município de Mar de Espanha, no ano de 1854. Antes disso, a localidade era um distrito denominado São Sebastião do Feijão Cru, em referência tanto ao padroeiro da localidade como ao ribeirão que a atravessa.

## História

### Origens
No final do século XVIII, a produção aurífera da Capitania de Minas Gerais entrou em declínio. Algumas famílias abandonaram as vilas do ouro, indo em busca de terras férteis em outras regiões da capitania. Alcançaram as áreas proibidas de colonização, então conhecidas como Sertões do Leste, uma extensa faixa de Mata Atlântica que ia do Rio Paraibuna e do Caminho Novo até o Rio Doce. Posteriormente, essa região ficou conhecida como Zona da Mata.
Em 1813, foram doadas as primeiras sesmarias no território do atual município, que à época pertencia ao termo de Barbacena, Comarca do Rio das Mortes. No entanto, as mais antigas referências de moradores datam de 1824. Os primeiros desbravadores fixaram-se com suas famílias às margens do Ribeirão Feijão Cru, onde um pouso de tropeiros começou a se desenvolver próximo a uma pequena capela de pau a pique erguida em 1831, dedicada a São Sebastião, pelos fazendeiros Francisco Pinheiro de Lacerda e Joaquim Ferreira Brito.
Até a chegada dos primeiros sesmeiros, a região era habitada por indígenas puris. Essas populações foram encarregados de alguns serviços como, por exemplo, derrubar a mata e colher a poaia, pelos quais eram pagos com cachaça. Parte considerável da população puri foi dizimada pelas doenças trazidas pelos invasores, como o sarampo, a outra parte acabou sendo expulsa, e teve que se retirarem para a província do Espírito Santo, de forma que, em 1865, praticamente já não se encontravam indígenas na região.
Em 1831 foi criado o distrito de São Sebastião do Feijão Cru, pertencente ao município de São Manuel do Pomba, atual Rio Pomba. O distrito foi transferido em 1851 para o município de Mar de Espanha, do qual se emancipou pela lei provincial n° 666 de 27 de abril de 1854, que criou o município de Vila Leopoldina. A mesma lei transferiu para Leopoldina alguns distritos desmembrados do município do Presídio, atual Visconde do Rio Branco. Por essa época, o território do município abrigava uma população de 23.000 habitantes.
A formação da vila começou em torno da Praça do Rosário, a partir da qual saíam as ruas do Rosário (atual Rua Tiradentes), Direita (atual Rua Gabriel Magalhães) e Riachuelo (atual Rua Joaquim Ferreira Brito), constituindo os logradouros mais antigos da cidade.

### O ciclo do café
A cafeicultura desenvolvida na província do Rio de Janeiro atravessou o rio Paraíba do Sul e avançou na Zona da Mata pelos vales dos rios Paraibuna, Pirapetinga e Pomba, desencadeando rápido crescimento da região na segunda metade do século XIX. A Vila Leopoldina foi elevada à categoria de cidade pela lei provincial n° 1116, de 16 de outubro de 1861. Nessa época, já havia na cidade ensino de Latim e de Francês. Em 1872, Leopoldina passou a ser sede de comarca, pela lei provincial n° 1867.
O município também foi beneficiado pela construção da Estrada de Ferro Leopoldina, cujos trilhos alcançaram a cidade em 1877. Pela ferrovia, realizava-se o comércio com o Rio de Janeiro, capital do Império. Em 1879, fundou-se o primeiro jornal do município, denominado Leopoldinense. Em abril de 1881, Leopoldina recebeu a visita do Imperador D. Pedro II.
Em 1883, o município chegou a apresentar a segunda maior população de escravos da província de Minas Gerais, atrás apenas de Juiz de Fora. Entre a última década do século XIX e a primeira do século XX, imigrantes europeus chegaram a Leopoldina para o trabalho na lavoura de café. Na cidade, funcionou uma hospedaria de imigrantes até 1898. Em 1910, foi criada, no distrito de Tebas, a Colônia Constança para imigrantes, principalmente italianos.
Em 2 de setembro de 1906, no distrito de Piacatuba, foi lançada a pedra fundamental da Usina Maurício, a primeira usina hidrelétrica construída na região, para aproveitar o potencial hidráulico da Cachoeira da Fumaça, no rio Novo. Dois anos depois, em 16 de julho de 1908, registrou-se a chegada da energia elétrica à cidade. Também em 1906 foi fundado o Ginásio Leopoldinense, que a partir de 1912 passou a oferecer ensino técnico pela Escola Agrícola e ensino superior na Escola de Farmácia e Odontologia. Entre 1911 e 1912, foram fundados na cidade o Banco Ribeiro Junqueira e a companhia construtora Zonna da Matta. A crise do café no início do século XX, entretanto, provocou sérios abalos na economia da Zona da Mata e do município, que passou a se apoiar na pecuária leiteira e também no cultivo de arroz.
No período entre a República Velha e o Golpe Militar de 1964, algumas lideranças políticas de Leopoldina alcançaram projeção em Minas Gerais e no Brasil, como o senador Ribeiro Junqueira, o governador Clóvis Salgado e o presidente Carlos Luz. A Rodovia Rio-Bahia, inaugurada em 1963, beneficiou a industrialização do município e o fortaleceu como entroncamento de comunicações.

### Formação administrativa
Emancipado de Mar de Espanha em 1854, o município foi instalado em 20 de janeiro de 1855 abrangendo nove distritos: Leopoldina (sede), Capivara, Conceição da Boa Vista, Laranjal, Madre de Deus do Angu, Nossa Senhora da Piedade, Bom Jesus do Rio Pardo, Santa Rita do Meia Pataca e São José do Paraíba. Desde então, novos distritos foram criados e outros foram emancipados para constituir os municípios de Cataguases, Além Paraíba e Recreio. O último desmembramento ocorreu pela lei estadual n° 2764 de 1962, que emancipou o distrito de Rio Pardo para criar o município de Argirita. Atualmente, o município é formado por seis distritos: Leopoldina, Abaíba, Piacatuba, Providência, Ribeiro Junqueira e Tebas.

## Geografia
Leopoldina localiza-se na Mesorregião da Zona da Mata e ocupa uma área de 943,077 km², o que o torna o mais extenso de sua microrregião, representando 0,161% do estado de Minas Gerais, 0,102% da Região Sudeste e 0,011% de todo o território brasileiro. Limita-se ao norte com Cataguases, a nordeste com Laranjal, a leste com Recreio, a sudeste com Pirapetinga e Estrela Dalva, ao sul com Volta Grande e Além Paraíba, a sudoeste com Santo Antônio do Aventureiro, a oeste com Argirita e São João Nepomuceno e a noroeste com Descoberto e Itamarati de Minas.

### Relevo e hidrografia
O território do município localiza-se na Bacia do Rio Paraíba do Sul. A sede municipal é cortada pelo Ribeirão Feijão Cru. Os principais rios que banham o município são o Pomba e o Pirapetinga, ambos afluentes do Paraíba do Sul, e os rios Pardo e Novo, afluentes do Pomba.
Cerca de 80% do município apresenta topografia que varia de ondulada a montanhosa e apenas 20% classificado como plano. A altitude da sede municipal é de 225 m. O Alto de Santa Úrsula, ponto culminante do município, possui altitude de 712 m.

### Clima
O clima de Leopoldina é do tipo tropical (tipo Aw segundo Köppen), com temperatura média anual em torno de 21 °C, invernos secos e amenos e verões chuvosos com temperaturas moderadamente altas. Os meses mais quentes são janeiro, fevereiro e março, com temperatura máxima média de 29 °C, havendo registros de 35 °C de temperatura máxima em fevereiro de 2003. O mês de julho é o mais frio, com temperatura mínima média de 12 °C, havendo registros de 9 °C de temperatura mínima em julho de 2003.
A precipitação média anual é de 1.307 mm. As maiores precipitações são registradas no período de outubro a março, sendo os meses de inverno marcados pela estiagem. Na média, julho é o mês mais seco, quando ocorrem apenas 14,2 mm, e dezembro o mês mais chuvoso, cuja média fica em 277,1 mm.
O maior acumulado de chuva em menos de 24 horas foi de 158 mm registrados em 18 de janeiro de 1991 e em 20 de janeiro de 2000. Outros grandes acumulados de chuva registrados no município foram de 147 mm em 14 de janeiro de 1994 e em 20 de novembro de 1972, 142 mm em 13 de novembro de 1976 e 139 mm em 21 de dezembro de 1989.

### Vegetação e uso do solo
A vegetação nativa do município é a Floresta estacional semidecidual, pertencente ao bioma Mata Atlântica, o qual foi severamente desmatado. Atualmente, a floresta estacional ocupa uma área de 7144  hectares no município. A maior parte do território de Leopoldina é hoje coberta por campos e pastagens, os quais ocupam 79.308 hectares. O município apresenta duas unidades de conservação ambiental: o Parque Municipal Antônio Andrade Ribeiro, com área de 31,93 hectares, e a Reserva Biológica da Lapinha, de 368 hectares.

### Demografia
| Total populacional do município | Total populacional do município | Total populacional do município | Total populacional do município | Total populacional do município |
| ------------------------------- | ------------------------------- | ------------------------------- | ------------------------------- | ------------------------------- |
| Ano                             |                                 |                                 | Habitantes                      |                                 |
| 2010                            | 2010                            |                                 | 51.136                          | 51.136                          |
| 2000                            | 2000                            |                                 | 50.041                          | 50.041                          |
| 1991                            | 1991                            |                                 | 46.442                          | 46.442                          |
| 1980                            | 1980                            |                                 | 42.118                          | 42.118                          |
| 1970                            | 1970                            |                                 | 41.306                          | 41.306                          |

Em 2022, a população do município foi contada pelo Instituto Brasileiro de Geografia e Estatística (IBGE) em 51 145 habitantes, com uma densidade populacional de 54,27 habitantes por km².
O Índice de Desenvolvimento Humano Municipal (IDH-M) de Leopoldina é considerado médio pelo Programa das Nações Unidas para o Desenvolvimento (PNUD). Seu valor é de 0,778, sendo o 122° maior de todo estado de Minas Gerais (em 853), o 487° de toda a Região Sudeste do Brasil (em 1666 municípios) e o 1098° de todo o Brasil (entre 5 507 municípios). Considerando apenas a educação (IDHM-E), o valor do índice é de 0,854, enquanto o do Brasil é 0,849. O índice da longevidade (IDHM-L) é de 0,789 (o brasileiro é 0,638) e o de renda é de 0,691 (o do Brasil é 0,723). A renda per capita é de 8 994,55 reais, a taxa de alfabetização adulta é 89,56% e a expectativa de vida é de 72,35 anos. Segundo o IBGE, o coeficiente de Gini, que mede a desigualdade social é de 0,45, sendo que 1,00 é o pior número e 0,00 é o melhor. A incidência da pobreza, medida pelo IBGE, é de 30,46%, o limite inferior da incidência de pobreza é de 22,02%, o superior é de 38,90% e a incidência da pobreza subjetiva é de 26,38%.

## Política
A administração do município se dá pelo Poder Executivo e pelo Poder Legislativo. O primeiro representante do poder executivo e prefeito do município foi Francisco Andrade Bastos, cujo mandato durou de 1937 a 1945. Em vinte mandatos, treze prefeitos passaram pela prefeitura de Leopoldina, incluindo o ex-presidente da Republica Carlos Luz. O atual prefeito de Leopoldina é Pedro Augusto Junqueira Ferraz (PL), reeleito com 87,36% dos votos válidos (25.858 votos). O poder legislativo é constituído pela Câmara, composta por 15 vereadores eleitos para mandatos de quatro anos. Leopoldina é ainda a sede de uma Comarca, cujo território abrange também os municípios de Recreio e Argirita.

## Bairros
| - Alto da Ventania - Alto da Boa Vista(Solar Leopoldina) - Alto do Cemitério - Arrasta Couro - Arthur Leão - Bandeirantes - Bela Vista - Boa Sorte - Caiçaras - Canto dos Ferreiras - Catedral - Centro - Chácara Dona Euzébia - Cidade Alta | - Cohab Nova - Cohab Velha Maria Guimarães França - Condomínio Verônica Barbosa - Desengano - Dr. Joaquim Guimarães - Eldorado - Fábrica - Fátima (Coreia) - Fortaleza - Grotinha - Imperador - Jardim Bela Vista - Jardim Lisboa - João Paulo II | - Meia Laranja - Mina de Ouro - Nova Leopoldina - Onça - Palmeiras - Pedro Brito - Pedra Pinguda - Pirineus - Popular - Praça da Bandeira - Quinta Residência | - Redentor - Roque Schettino (antigo Limoeiro) - Rosário - São Cristóvão - São Luiz - São Sebastião - Seminário - Serra Verde - Tomé Nogueira - Três Cruzes - Vale do Sol - Vila Esteves - Vila Miralda - Zona Industrial |

## Economia e infraestrutura
| Produto Interno Bruto | Produto Interno Bruto | Produto Interno Bruto | Produto Interno Bruto | Produto Interno Bruto |
| --------------------- | --------------------- | --------------------- | --------------------- | --------------------- |
| Ano                   |                       |                       | Mil Reais             |                       |
| 2011                  | 2011                  |                       | 602.572               | 602.572               |
| 2010                  | 2010                  |                       | 567.948               | 567.948               |
| 2009                  | 2009                  |                       | 514.094               | 514.094               |
| 2008                  | 2008                  |                       | 462.060               | 462.060               |
| 2007                  | 2007                  |                       | 415.882               | 415.882               |
| 2006                  | 2006                  |                       | 388.043               | 388.043               |
| 2005                  | 2005                  |                       | 359.829               | 359.829               |
| 2004                  | 2004                  |                       | 316.043               | 316.043               |
| 2003                  | 2003                  |                       | 267.735               | 267.735               |
| 2002                  | 2002                  |                       | 237.022               | 237.022               |

Segundo dados de 2011 do IBGE, o município possuía R$  602 572  mil no seu Produto Interno Bruto. Desse total, R$ 52 206 mil são de impostos sobre produtos líquidos de subsídios.
Leopoldina tem o setor de serviços e a indústria como principais atividades econômicas, os quais representam, respectivamente, 65% e 17% do PIB do município. Na indústria, destacam-se a fabricação de têxteis, artigos de vestuário, alimentos e bebidas, produtos de metal, artigos de borracha e plástico e minerais não-metálicos. Atualmente, desenvolve-se no município o turismo ligado à natureza.
A agropecuária tem participação de 8,5% no PIB, destacando-se a pecuária leiteira e a criação de galináceos e suínos. O município também produz milho, arroz, banana, cana-de-açúcar, entre outros.
Os principais órgãos de imprensa da cidade são os jornais, Leopoldinense Online, O Vigilante Online,  Revista Hora H, Rádio-Jornal AM, Rádio 104 FM, Rádio Luz FM (comunitária).
Leopoldina possui 46 estabelecimentos de saúde, dos quais 19 são públicos. Ao todo, o município dispõe de 243 leitos para internação.

### Transportes
O município de Leopoldina é servido pelas rodovias federais BR-116 (Rio-Bahia), BR-120 e BR-267 e também pela rodovia estadual MG-454. A Estrada de Ferro Leopoldina, hoje concedida à Ferrovia Centro-Atlântica (FCA), corta o município pelos distritos de Providência, Abaíba e Ribeiro Junqueira. O Aeroporto de Leopoldina está situado no distrito de Piacatuba.
A frota do município em 2012 totalizava 26 388 veículos, sendo 14 814 automóveis, 881 caminhões, 506 caminhões-tratores, 2 025 caminhonetes, 5 376 motocicletas, 131 ônibus, 124 micro-ônibus, entre veículos de outros tipos.

### Educação
O município conta com trinta instituições de ensino fundamental, das quais vinte e quatro são públicas; nove instituições de ensino médio (seis públicas) e quatro de ensino superior - UEMG (pública), CEFET (pública), UNIPAC (particular) e DOCTUM (particular).
Instituições de ensino superior:
- O Centro Federal de Ensino Tecnológico (CEFET).
- As Faculdades Unificadas Doctum.
- A Universidade Presidente Antônio Carlos (UNIPAC).

Instituições de ensino técnico:
- O Centro Federal de Educação Tecnológica de Minas Gerais (CEFET-MG).
- O Instituto Federal Sudeste de Minas Gerais (IF Sudeste MG) .
- A Instituição Campanha Nacional de Escolas da Comunidade (CENEC).

## Cultura

### Museus

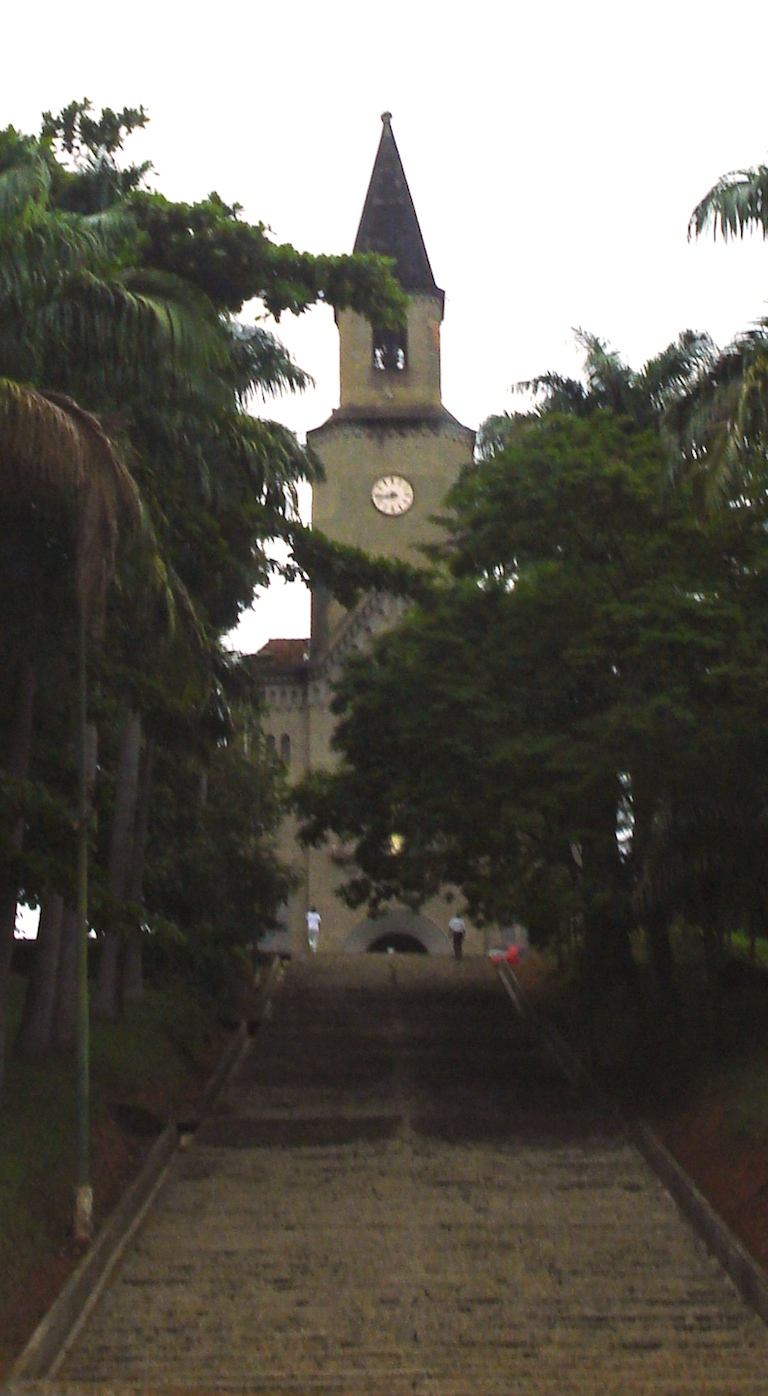
Catedral de São Sebastião.

No distrito de Piacatuba, encontra-se instalado o Museu da Eletricidade, próximo à Usina Maurício (1809). A cidade também possui bibliotecas, conservatório de música e associações culturais.

### Religião
Na divisão territorial da Igreja Católica, Leopoldina é sede de diocese desde 1942, cuja sé episcopal é a Catedral de São Sebastião. Situam-se no município sete paróquias, sendo quatro na sede (São Sebastião, Nossa Senhora do Rosário, São José e São Benedito), uma em Piacatuba (Nossa Senhora da Piedade), uma em Tebas (Santo Antônio) e uma em Providência (Santo Antônio). No município também estão presentes templos de outros credos, como as igrejas evangélicas. Segundo informações do censo de 2010, realizado pelo IBGE, a maior parte da população do município declara-se católica (71,46%), seguida dos evangélicos (16,62%), espíritas (3,71%), sem religião (6,01%) e o restante pertencente a outras religiões. Dentre os evangélicos, a maior parcela declara-se ligada à Assembleia de Deus (4,12%), seguida da Igreja do Evangelho Quadrangular (1,30%) e da Igreja Metodista (1,14%).

### Feriados municipais
- 20 de janeiro: Dia de São Sebastião
- 27 de abril: Dia do Município[57]

### Festas populares
- Feira da Paz/Feirarp: Festa anual com comércio de artesanato, shows e eventos culturais que acontece no mês de setembro. No círculo central do Parque de Exposições são montadas várias barracas de diversos países, onde são servidas comidas e bebidas típicas.
- Exposição Agropecuária e Industrial: Tradicional evento da cidade, realizado no mês de julho.
- Festival de Viola e Gastronomia de Piacatuba:No distrito de Piacatuba acontece em meados de julho/agosto, o conceituado Festival de Viola e Gastronomia, com visitação abrangente e um público memorável.